# Yxlan
Yxlan – wyspa na Morzu Bałtyckim, w północnej części Archipelagu Sztokholmskiego. Administracyjnie przynależy do  szwedzkiej gminy Norrtälje w regionie Sztokholm. Ma podłużny kształt. Największa miejscowość wyspy, Köpmanholm znajduje się na jej północnym krańcu. Pozostałe miejscowości to Kolsvik, Alsvik, Yxlö, Alsvassen i Vagnsunda. 
Wyspę na stałe zamieszkuje około 300 osób. Znajduje się na niej wiele domów letnich, przez co liczba mieszkańców wzrasta w okresie letnim. Jedyna szkoła na wyspie znajduje się w Köpmanholm. Wzdłuż jej zachodniego brzegu wiedzie tor wodny, którym przemieszczają się statki ze Sztokholmu do Finlandii. W północno-wschodniej części wyspy znajduje się kąpielisko nad zatoką Gräsköfjärden.
Można się na nią dostać promem z wyspy Furusund połączonej ze stałym lądem mostami. Z Yxlan istnieje również połączenie promowe z sąsiednią wyspą Blidö.

## Galeria

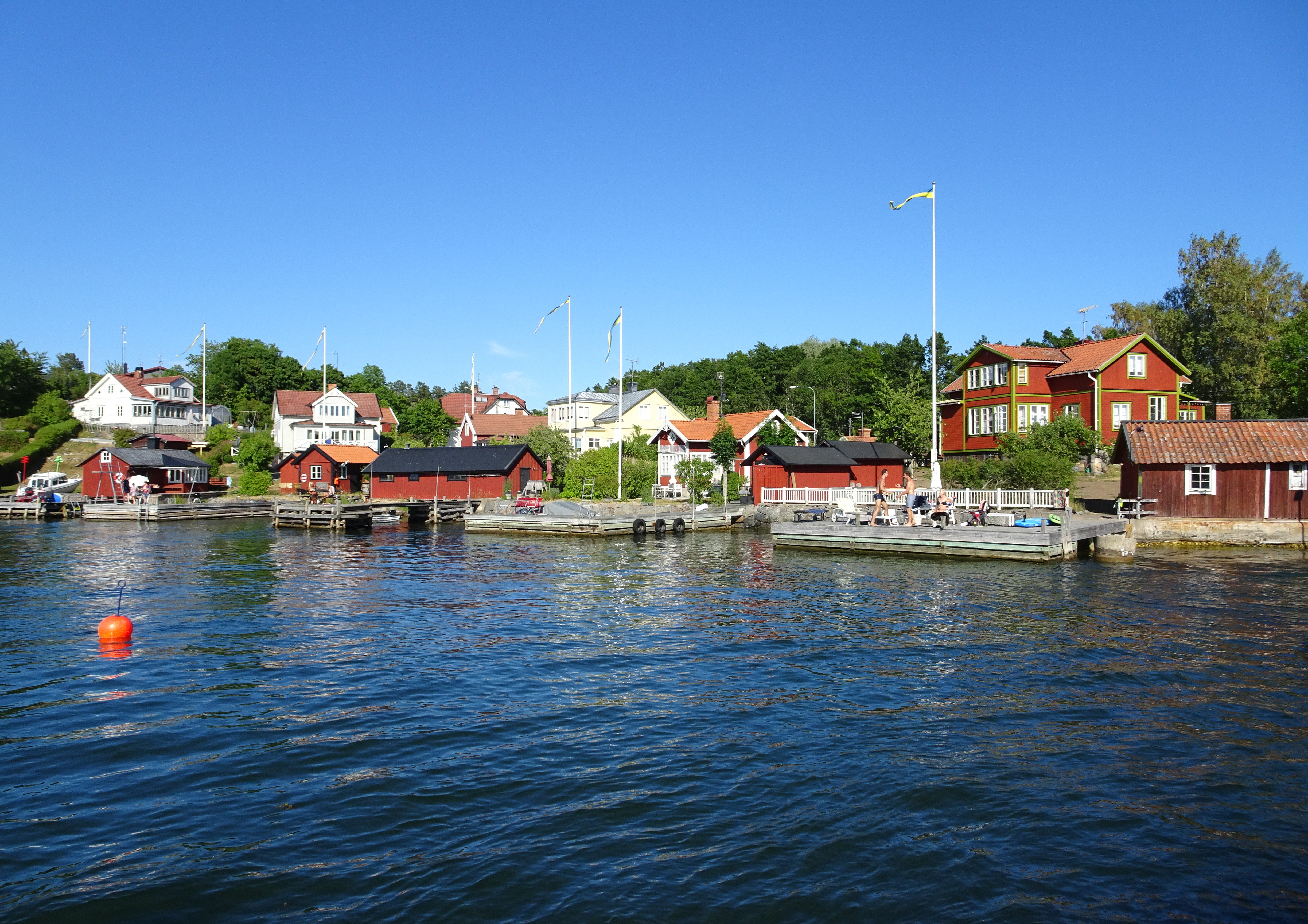
Köpmanholm
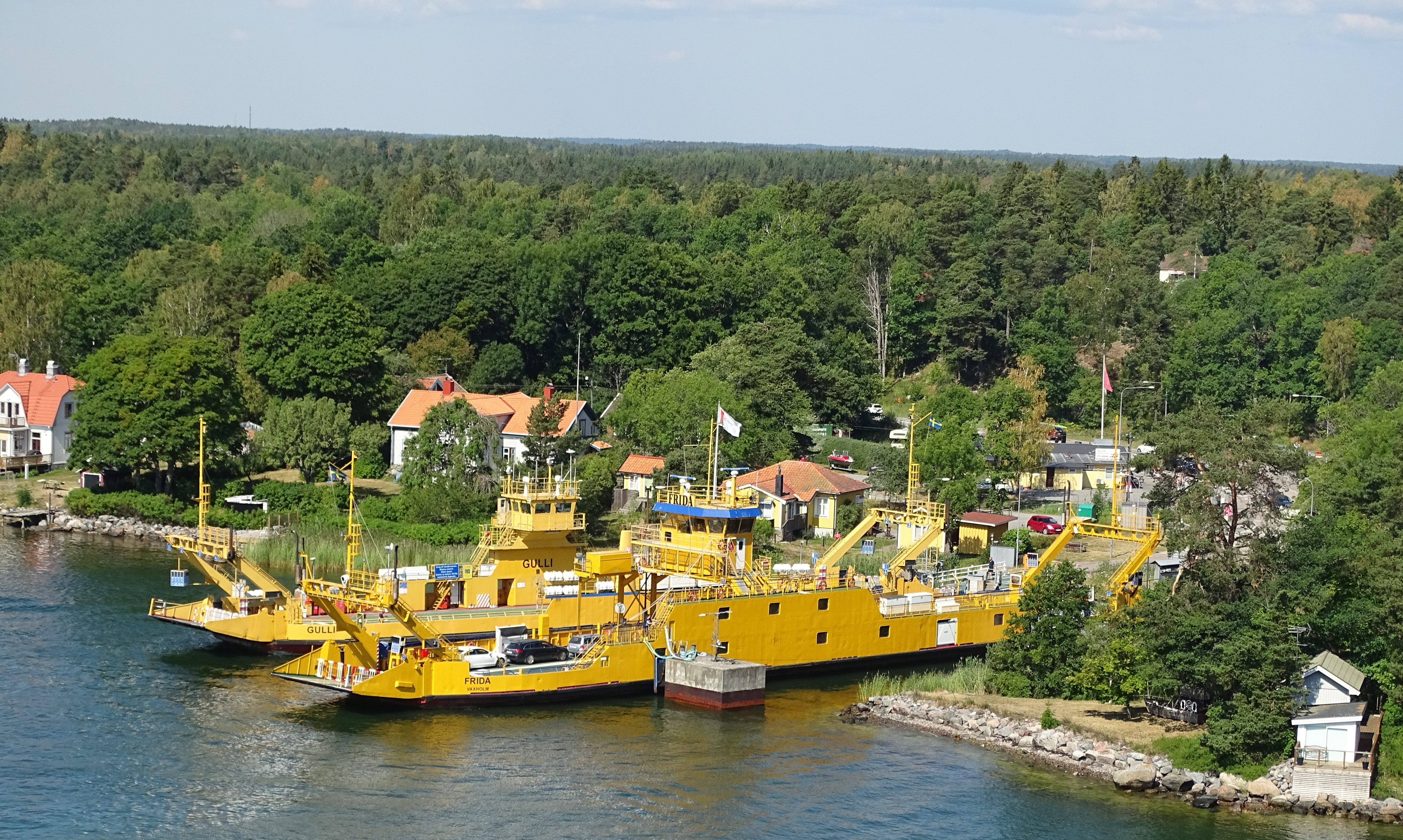
Promy pływające na trasie Yxlan-Furusund
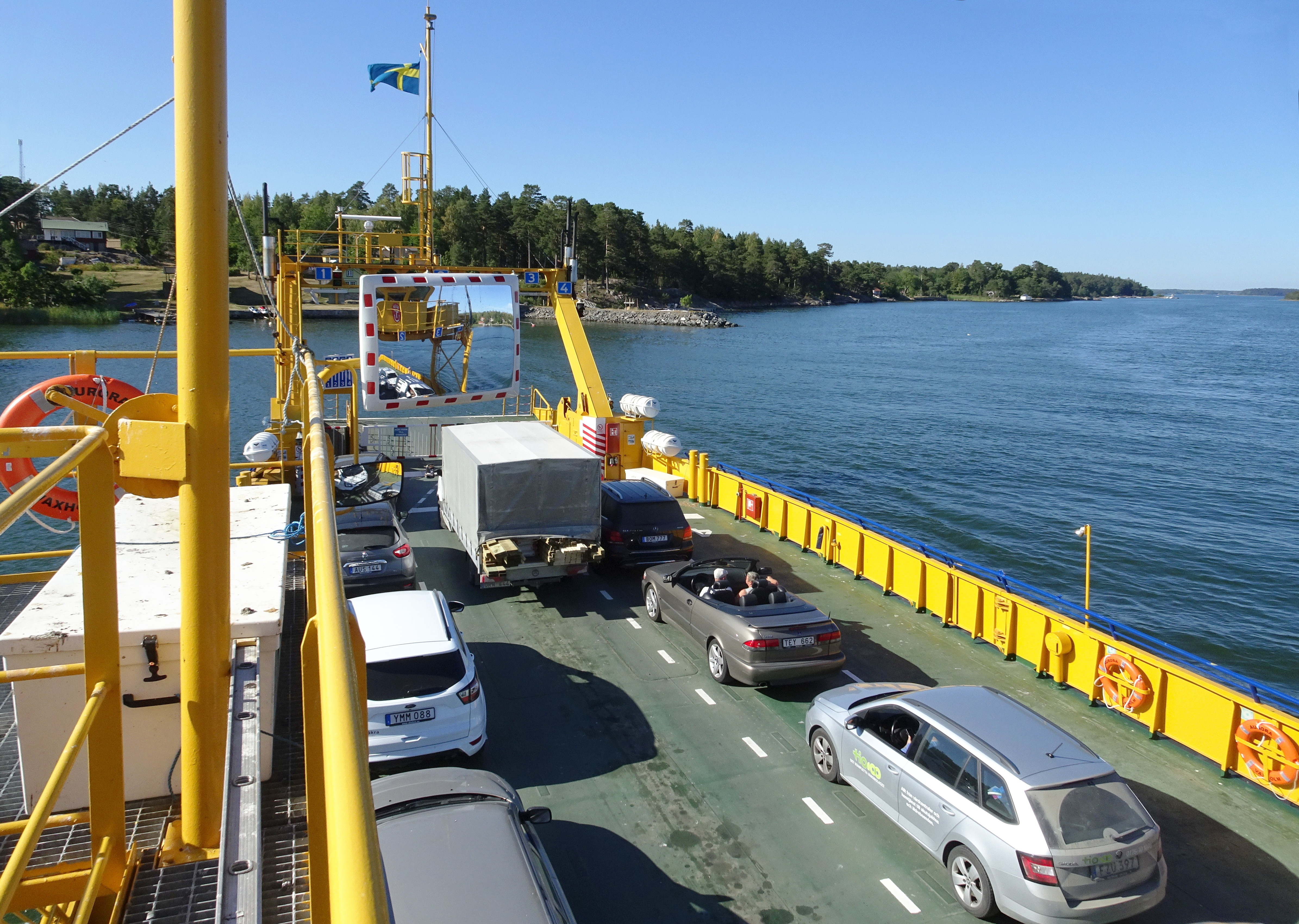
Prom pływający z Yxlan na Blidö